# Trakt Janowski
Trakt Janowski (także: Gościniec Biłgorajski) – w większości nieprzejezdna z uwagi na grzęzawiska i rozlewiska, droga leśna łącząca Janów Lubelski z Biłgorajem przez Flisy i Andrzejówkę. Prowadzi w większości przez Lasy Janowskie.
Drogę zbudowano w XIX wieku. Ma długość około 25 km, szerokość 16 metrów i status drogi powiatowej. Nawierzchnia była po raz ostatni wzmacniana prawdopodobnie podczas I lub II wojny światowej. Widnieje na rosyjskich mapach w XIX wieku, natomiast na polskich mapach wojskowych z 1938 zaznaczona jest jako główna droga łącząca Janów i Biłgoraj. Nigdy nie był to trakt szczególnie zadbany, ponieważ istniały inne możliwości pokonania trasy między oboma miastami, omijające wnętrze Lasów Janowskich. Jeszcze w latach 70. XX wieku dopuszczano możliwość wykorzystania drogi i jej rozbudowy. W tym celu w latach 60. XX wieku utworzono działkę drogową o szesnastometrowej szerokości (zwykle takie rozwiązania dla dróg leśnych nie przekraczają szerokości czterech metrów). 
Według legendy rosyjski oficer planujący i wytyczający drogę popełnił samobójstwo, gdyż miał pomylić się w obliczeniach (droga miała prowadzić od kościoła w Janowie do kościoła w Biłgoraju, jednak w tym drugim mieście końcówka dobiegła siedemset metrów obok kościoła).
Trasa stanowi popularny trakt dla miłośników turystyki off-roadowej.